# حاصل قسمة التفاعل
حاصل قسمة التفاعل أو كسر التفاعل Qr في الكيمياء، هو تابع الفاعليات الكيميائية أو التراكيز للمواد الخارجة من التفاعل على المواد الداخلة في التفاعل . وفي الحالة الخاصة حين يكون التفاعل متوازن فإن حاصل قسمة التفاعل تكون مساوية لثابت التوازن.
يكتب التفاعل الكيميائي العام الذي يتفاعل فيه α مول من A و β مول من B ليعطي σ مول من المادة S و τ مول من المادة T:
αA + βB  σS + τT
يكتب التفاعل متوازنا حتى لو ظهر في عدة حالات أنه سيكتمل. عندما يمزج A مع B ويسمح للتفاعل بالحدوث، يعرف حاصل قسمة التفاعل، Qr، كالآتي:
{\displaystyle Q_{r}={\frac {\left\{S_{t}\right\}^{\sigma }\left\{T_{t}\right\}^{\tau }}{\left\{A_{t}\right\}^{\alpha }\left\{B_{t}\right\}^{\beta }}}}
حيث {Xt} يرمز إلى الفاعلية الفورية  للأنواع X في زمن t. والتعريف العام المختصر هو:
{\displaystyle Q_{r}={\frac {\prod _{j}a_{j}^{\nu _{j}}}{\prod _{i}a_{i}^{\nu _{i}}}}}
حيث يكون البسط هو جداء فاعلية المواد الناتجة، a j، كل منها مرفوع إلى قوة معامل التكافؤ،ν j، والمقام هو جداء فاعليات المواد المتفاعلة. جميع الفاعليات مقاسة في الزمن t.

## اقرأ أيضا
- ثابت التوازن
- تفاعل كيميائي
- طاقة غيبس الحرة

## وصلات خارجية
دروس حول حاصل قسمة التفاعل
- tutorial I نسخة محفوظة 22 يوليو 2011 على موقع واي باك مشين.
- tutorial II
- tutorial III نسخة محفوظة 2 يوليو 2007 على موقع واي باك مشين.